# Kaczmarka (torfowisko)
Kaczmarka – torfowisko w obrębie miejscowości Piekielnik w województwie małopolskim, w powiecie nowotarskim, gminie Czarny Dunajec. Znajduje się po południowo-wschodniej stronie torfowiska Bór za Lasem. Pod względem geograficznym jest to region Kotliny Nowotarskiej znajdujący się w zlewisku Morza Czarnego. Płynące jego obrzeżami potoki Ogrójcowy Potok i Borowy Potok są w dorzeczu Czarnej Orawy. Torfowisko położone jest na średniej wysokości 684 m n.p.m.
Od lat 50. XX wieku wydobywano na torfowisku Kaczmarka torf na skalę przemysłową. Eksploatację już zakończono, a torfowisko zostało zrekultywowane. Obecnie wydobywany jest torf tylko na Puściznie Wielkiej. Pozostałe torfowiska Kotliny Orawsko-Nowotarskiej jako unikatowe w skali europejskiej siedliska mają być objęte ochroną. Planuje się utworzenie tutaj specjalnych obszarów ochrony pod nazwą „Torfowiska Orawsko-Nowotarskie”. Mają one objąć obszar 8255,62 ha. Miejscami Kaczmarkę porasta obecnie łąka bliźniczkowa Calluno-Nardetum strictae. Na wtórnym okrajku zachowały się niewielkie jeziorka, które stopniowo zarastają płem mszarnym, żurawiną i turzycami. W miejscach tych licznie występują ważki. Z rzadkich gatunków zwierząt na Kaczmarce obserwowano motyla modraszka nausitous, ptaki błotniak stawowy, cietrzew zwyczajny, derkacz zwyczajny. Z rzadkich w Karpatach gatunków roślin występują: bagno zwyczajne, turzyca skąpokwiatowa, żurawina drobnoowocowa.
Od dawna nieużytkowane torfowisko zaczyna jednak silnie zarastać drzewami i krzewami. Aby zachować właściwy dla torfowisk otwarty charakter siedliska i warunki bytowe dla rzadkich gatunków roślin i zwierząt należy usunąć zakrzaczenia, tak, by ich łączna powierzchnia nie przekraczała15-20% powierzchni torfowiska. Należy też tak zmodyfikować istniejącą sieć melioracji, by zapewnić torfowisku jak najlepsze nawodnienie.